# Anastassija Schepilenko
Anastassija Ruslaniwna Schepilenko (ukrainisch Анастасія Русланівна Шепіленко, englisch Anastasiya Ruslanivna Shepilenko; * 9. Oktober 2000) ist eine ukrainische Skirennläuferin.

## Biographie
Schepilenko gab ihr internationales Renndebüt am 3. November 2016 bei einem Rennen der FIS-Entry-League in der Snow Arena in Druskininkai. Ihr erstes internationales Großereignis bestritt sei knapp 3 Monate später beim Europäischen Olympischen Winter-Jugendfestival in Erzurum, wobei sie als bestes Ergebnis den 25. Platz im Slalom erreichte.
In den darauffolgenden Jahren startete Schepilenko, abgesehen von internationalen Großereignissen, hauptsächlich bei Junioren- bzw. FIS-Rennen in Europa. 2019 bestritt sei beispielsweise ihre ersten Weltmeisterschaften in Åre. Dort belegte sie Rang 41 im Slalom als beste Platzierung.
2022 nahm sie erstmals an Olympischen Winterspielen teil. Bei den Wettkämpfen in Peking erreichte sie die Plätze 37 und 39 im Super-G bzw. Riesenslalom. Im Slalom schied sie aus.
Kurz darauf flüchtete Schepilenko aufgrund des russischen Überfalls auf die Ukraine gemeinsam mit ihrer Mutter Julija und Schwester Kateryna über Polen ins Kaunertal, wo sie seitdem lebt und trainiert.

## Erfolge

### Olympische Winterspiele
- Peking 2022: 37. Super-G, 39. Riesenslalom, DNF Slalom

### Weltmeisterschaften
- Åre 2019: 41. Slalom, 64. Riesenslalom
- Cortina d’Ampezzo 2021: 35. Slalom, 36. Riesenslalom, 39. Super-G
- Courchevel/Méribel 2023: 30. Super-G, 36. Riesenslalom, 47. Slalom
- Saalbach-Hinterglemm 2025: 13. Mannschaftswettbewerb, 31. Super-G

### Juniorenweltmeisterschaften
- Åre 2017: 41. Alpine Kombination, 54. Super-G, 65. Riesenslalom, DNF Slalom
- Val di Fassa 2019: 42. Slalom, 57. Riesenslalom
- Narvik 2020: 23. Alpine Kombination, 28. Super-G, 35. Abfahrt, 51. Riesenslalom
- Bansko 2021: 29. Super-G, 30. Slalom, DNF Riesenslalom

### Winter World University Games
- Lake Placid 2023: 9. Riesenslalom, 11. Super-G, 12. Alpine Kombination, DNF Slalom

### Europäisches Olympisches Winter-Jugendfestival
- Erzurum 2017: 25. Slalom, 36. Riesenslalom

### Weitere Erfolge
- 5 Siege bei FIS-Rennen
- Ukrainische Meisterin im Riesenslalom (2022, 2023)
- Ukrainische Vizemeisterin im Slalom (2022)